# Eleição da cidade-sede dos Jogos Olímpicos de Verão da Juventude de 2018
Seis cidades candidataram-se a acolher os Jogos Olímpicos da Juventude de 2018, das quais três foram seleccionadas como finalistas (outras duas não foram apuradas e uma desistiu) No dia 4 de Julho de 2013, Buenos Aires (Argentina) foi eleita como cidade-sede do evento.

## Agendamento das candidaturas
O Comité Olímpico Internacional (COI) apresentou o agendamento do processo de candidatura a 15 de Setembro de 2011. Foi enviada uma carta a todos os Comitê Olímpico Nacional (CON). Estas foram as datas importantes:
| - 2012 - 1 de Março: Fim do prazo para os CON enviarem ao COI os nomes das cidades candidatas - 2 de Março: COI anunciou as seis candidaturas recebidas para as Olimpíadas da Juventude de 2018 - 15 de Março: Assinatura do Procedimento de Candidatura aos JOJ - 15 de Outubro: Envio do Arquivo de Candidatura aos JOJ e de outros documentos - De Outubro a Dezembro: Análise às respostas pelo COI e peritos | - 2013 - 13 de Fevereiro: Decisão da lista de cidades candidatas finalistas, tomada pelo Quadro Executivo do COI - Fevereiro: Questões adicionais às candidatas finalistas - Março: Conferências de vídeo entre os comités candidatos e a Comissão de Avaliação do COI - 4 de Junho: Relatório da Comissão de Avaliação do COI - 4 de Julho: Eleição da cidade sede dos III Jogos Olímpicos de Verão da Juventude, em 2018. |

### Votação
A cidade-sede foi votada numa sessão extraordinária do COI em Lausana, Suíça. Os resultados, que ditaram a vitória de Buenos Aires, foram estes:
| Cidade       | Nome do CON/País | Ronda 1 | Ronda 2 |
| Buenos Aires | Argentina        | 40      | 49      |
| Medellín     | Colômbia         | 32      | 39      |
| Glasgow      | Reino Unido      | 13      | –       |

## Cidades candidatas
O COI confirmou seis candidaturas às Olimpíadas de Verão da Juventude de 2018. As candidaturas foram submetidas até 1 de Março de 2012, conforme o agendamento previa. A lista de cidades candidatas foi anunciada pelo COI a 2 de Março de 2012.
Pela primeira vez não houve qualquer candidatura asiática a umas Olimpíadas da Juventude, depois de Singapura e Nanquim terem sediado as duas primeiras edições. Reino Unido/Glasgow, Holanda/Roterdão e Polónia/Poznań foram candidatos, em conjunto com Buenos Aires (Argentina; viria a ser eleita), da América do Sul; e Guadalajara (México), da América Central. Poznań desistiu da corrida.
No dia 13 de Fevereiro de 2013, o Quadro Executivo do COI seleccionou três finalistas.

## Candidaturas que não chegaram a avançar
As seguintes cidades equacionaram candidatar-se, mas acabaram por não avançar:
- Toulouse, França[24]
- Abuja, Nigéria[25][26]
- Kaspiysk, Rússia[27][28][29][30]
- Durban, África do Sul[31]
- Gotemburgo, Malmö ou Estocolmo, Suécia[32]
- Dubai, EAU[33]
- Raleigh, EUA[34]